# Самарин, Юрий Николаевич
Ю́рий Никола́евич Сама́рин (род. 27 декабря 1960) — советский украинский легкоатлет, специалист по прыжкам в длину. Выступал на всесоюзном уровне в 1980-х годах, трижды серебряный и дважды бронзовый призёр чемпионатов СССР, победитель первенств всесоюзного и республиканского значения, участник чемпионата Европы в Афинах. Представлял Днепропетровск, Вооружённые силы, спортивные общества «Авангард» и «Труд».

## Биография
Юрий Самарин родился 27 декабря 1960 года. Занимался лёгкой атлетикой в Днепропетровске, выступал за Украинскую ССР и Советскую Армию, спортивные общества «Авангард» и «Труд».
Первого серьёзного успеха на всесоюзном уровне добился в сезоне 1980 года, когда в прыжках в длину выиграл серебряную медаль на чемпионате СССР в Донецке.
В 1981 году в той же дисциплине взял бронзу на зимнем чемпионате СССР в Минске, одержал победу на всесоюзном турнире в Таллине.
В 1982 году стал серебряным призёром на чемпионате СССР в Киеве. Попав в состав советской сборной, принял участие в чемпионате Европы в Афинах — на предварительном квалификационном этапе прыгнул на 7,62 метра, чего оказалось недостаточно для выхода в финал.
В 1983 году отметился победами на всесоюзных стартах в Ленинграде и Кишинёве.
В 1984 году победил на соревнованиях в Харькове, с личным рекордом 8,23 выиграл бронзовую медаль на чемпионате СССР в Донецке.
В 1985 году получил серебро на чемпионате СССР в Ленинграде, был лучшим на всесоюзном турнире в Таллине.
В 1986 году победил на турнирах в Краснодаре и Донецке.
В 1987 году одержал победу на домашних соревнованиях в Днепропетровске.
В 1988 году с результатом 7,96 занял пятое место на всесоюзном турнире в Риге.